# Gavina capnegra mediterrània

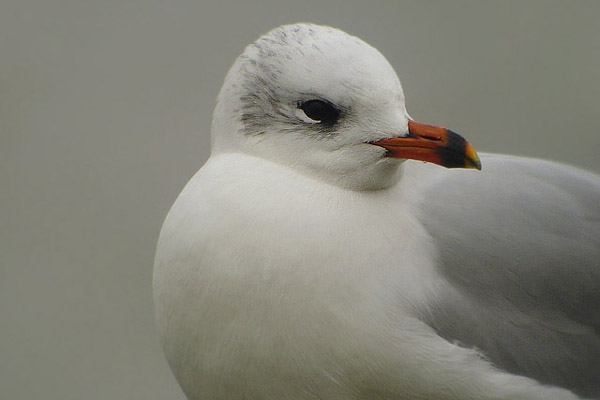
Exemplar adult amb plomatge d'hivern fotografiat a Suècia.

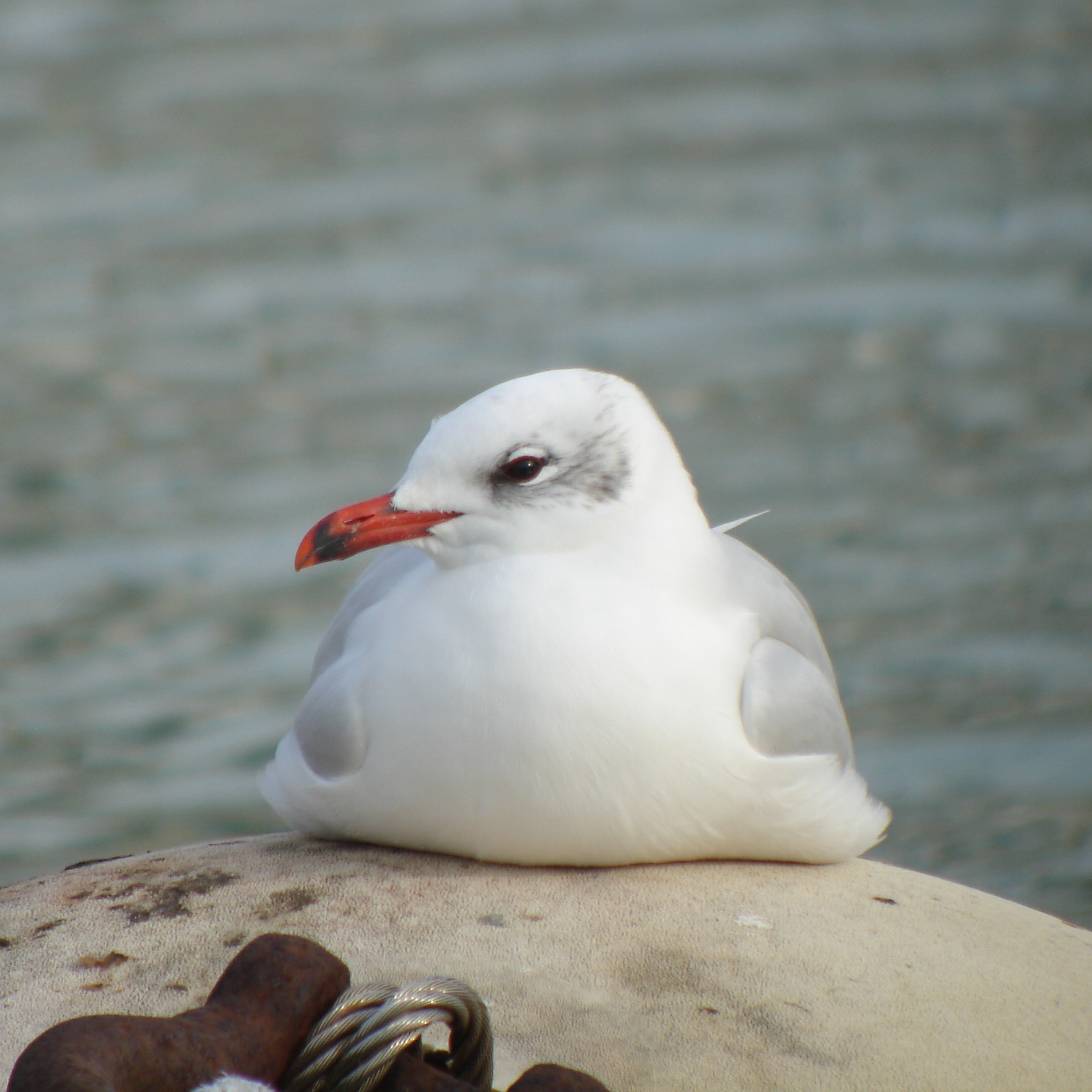
Exemplar fotografiat a La Rochelle (França).

La gavina capnegra mediterrània o gavina de cap negre i baldritxa a les Balears (Ichthyaetus melanocephalus) és una espècie d'ocell de l'ordre dels caradriformes i molt semblant a la gavina vulgar, però sense el color negre de les puntes de les ales.

## Morfologia
- Fa 39 cm de llargària total i a l'entorn d'un metre d'envergadura alar.
- Pesa entre 220 i 380 g.
- Té una màscara negra que perd a l'hivern.
- Té les potes i el bec vermells.
- Bec robust.
- Els exemplars immadurs no assoleixen el plomatge d'adult fins al tercer any de vida[1]

## Reproducció
Cria en colònies i fa el niu amb herba i algunes plomes a la sorra. Hi pon 3 ous durant els mesos de maig i juny, els quals seran covats al llarg de 23-25 dies. Els pollets que en sortiran encara trigaran entre 35 i 40 dies en ser capaços de volar i dos anys en assolir la maduresa sexual. Cria al Delta de l'Ebre, a Mallorca i a l'Albufera de València.

## Alimentació
Menja peixos, invertebrats aquàtics, mol·luscs, cucs, llavors, insectes i deixalles dels abocadors d'escombraries.

## Distribució geogràfica
Es troba circumscrita al Mediterrani i a les seues costes, la mar Negra i Turquia.

## Costums
- Al Principat de Catalunya és abundant en migració i a l'hivern.
- S'endinsa més en el mar que la gavina vulgar, però tampoc no excessivament.
- És un ocell que es pot observar vora els vaixells de pesca, perquè s'alimenta del peix que aquests perden.[4]
- Pot arribar a viure 15 anys.
- És una espècie en expansió.

## Conservació
Les poblacions d'aquest ocell es veuen amenaçades per la desaparició del seu hàbitat, el desenvolupament del turisme costaner, la urbanització del litoral, la caça il·legal, la contaminació del medi ambient i la modificació de les pràctiques pesqueres.